# Кобзев, Василий Тимофеевич
Василий Тимофеевич Кобзев — советский хозяйственный и политический деятель.

## Биография
Родился в 1928 году. Член КПСС.
Окончил Алтайский институт сельскохозяйственного машиностроения.
В 1952—1964 гг. — инженер, мастер, начальник цеха, секретарь партбюро, секретарь парткома Бийского котельного завода.
В 1964—1968 гг. — первый секретарь Бийского горкома КПСС.
В 1968—1972 гг. — секретарь Алтайского крайкома КПСС.
В 1972—1977 гг. — заместитель председателя Алтайского крайисполкома.
В 1977—1983 гг. — председатель Алтайского краевого комитета народного контроля.
Делегат XXIII съезда КПСС.
С 1983 года — персональный пенсионер союзного значения.
Жил в Барнауле.

## Награды
- Орден Трудового Красного Знамени (1966, 25.08.1971, 02.03.1976[4])